# Луций Аврелий Орест (консул 103 года до н. э.)
Лу́ций Авре́лий Оре́ст (лат. Lucius Aurelius Orestes; умер в 103 году до н. э.) — римский политик из знатного плебейского рода Аврелиев Орестов, консул 103 года до н. э.

## Биография
Луций родился в семье Орестов, ветви плебейского рода Аврелиев. Его отцом был Луций Аврелий Орест, консул 126 до н. э., а дедом — консул 157 года до н. э. Луций Аврелий Орест. 
Исходя из даты консулата Луция и учитывая требования закона Виллия (Lex Villia Annalis), установившего временной минимум для занятия курульных магистратур, он должен был не позднее 106 года до н. э. пройти через претуру. В 104 году до н. э. Орест был избран консулом, а его товарищем по должности стал популярный среди солдат и плебса консуляр (то есть, бывший консул) Гай Марий, воевавший в то время с германскими племенами. О деятельности Луция на этом посту сохранившиеся источники ничего не сообщают, кроме того, что он скончался ещё до истечения своих полномочий.

## Примечание
1. 1 2  Плутарх. Сравнительные жизнеописания. Марий, 14